# إرنست ويلسون
إرنست ويلسون (24 يونيو 1907 في المملكة المتحدة - 3 مارس 1981 في المملكة المتحدة) (بالإنجليزية: Ernest Wilson)‏ هو لاعب كريكت بريطاني (وحمل سابقاً جنسية المملكة المتحدة لبريطانيا العظمى وأيرلندا).

## وصلات خارجية
- إرنست ويلسون على موقع إي آس بي آن كريك إنفو (الإنجليزية)